# Vizuální antropologie

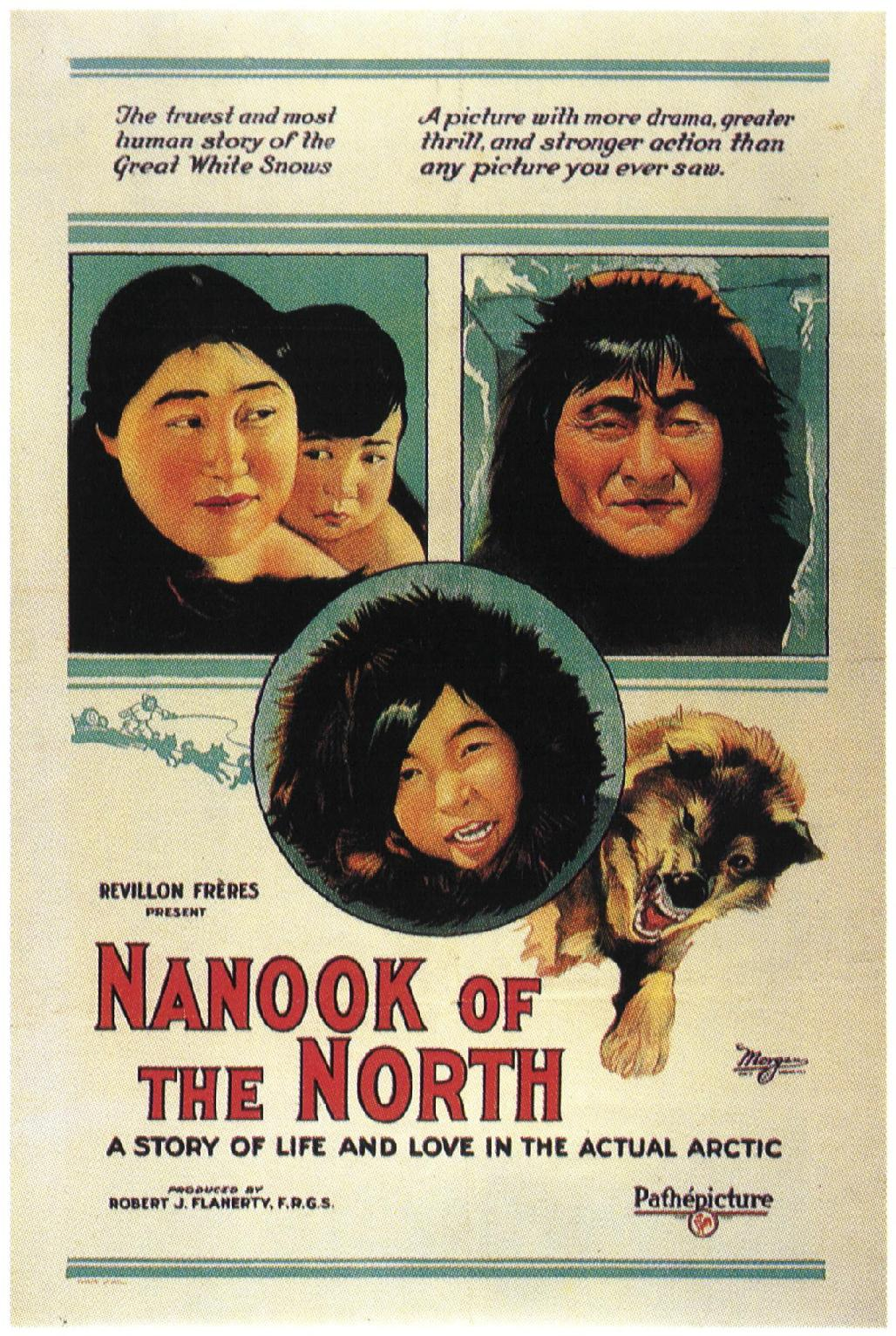
Plakát na vůbec první dokumentární a zároveň i etnografický film - Nanook of the North z roku 1922. Vytvořil ho Robert J. Flaherty

Vizuální antropologie je součástí antropologie a vyvinula se ze studia etnografické fotografie a etnografického filmu. Od konce 90. let čerpá však vizuální antropologie čerpá i z oblastí studia vizuální kultury, do níž spadá široké spektrum kulturních jevů, jako je například móda či  zdobení a zkrášlování lidského těla. Vizuální antropologie se systematicky zabývá jak interpretací různých kultur vizuálními výrazovými prostředky, tak interpretací vizuálních složek kultury. Současná vizuální antropologie se zabývá vším, co je určeno lidskému oku, a také způsoby, jakými se lidé dívají na každodenní realitu.

## Historie
Ještě před vznikem antropologie jako vědecké disciplíny na konci 19. století používali etnologové fotografii jako jeden z výzkumných nástrojů. Tehdy se často jednalo o práce, které měly za cíl zachovat pro další generace obraz způsobů života společností, u kterých se předpokládalo, že mohou zaniknout. Tak tomu bylo například u dokumentace života amerických indiánů.
Historie etnografického filmu je spojena s historií filmů naučných a dokumentárních. Určité etnografické kvality měly už některé z prvních filmů bratrů Lumièrových (například Promenades des Éléphants à Phnom Penh, 1901).

### Robert Flaherty

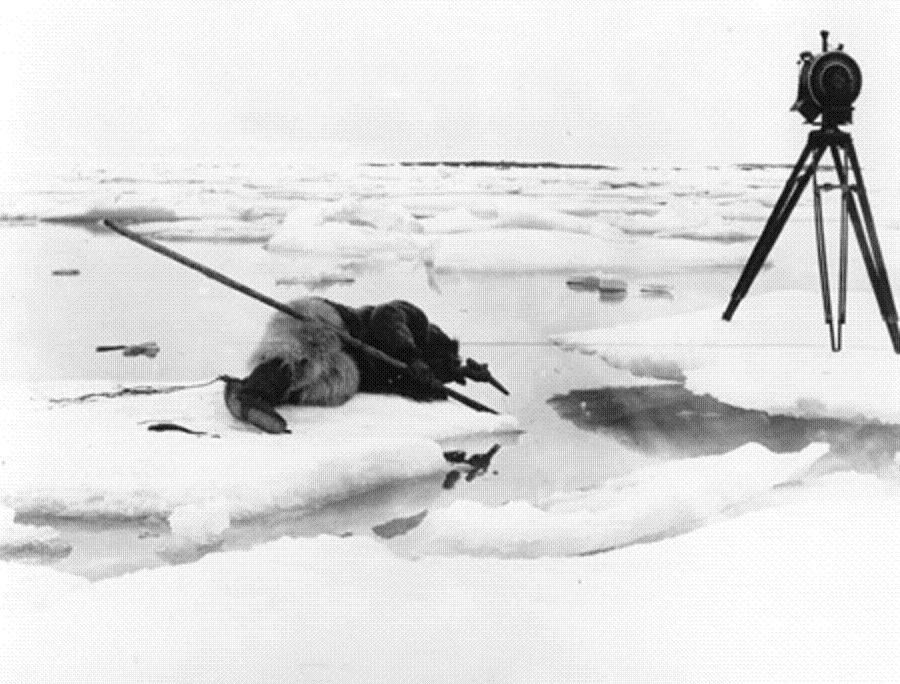
Ukázka z filmu Nanuk, člověk primitivní

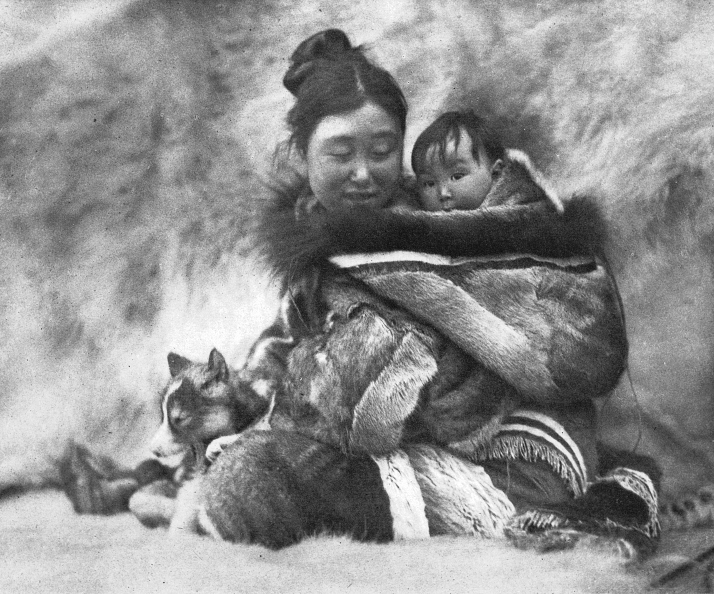
Další ukázka z filmu Nanuk, člověk primitivní

Americký filmař Robert J. Flaherty, který se filmovému řemeslu věnoval od roku 1913, byl jedním z průkopníků dokumentárního a etnografického filmu. Flaherty věřil, že dokumentární film zachycující opravdový život opravdových lidí může konkurovat fikci hollywoodských studií. Věnoval se především obyvatelům severu amerického kontinentu - Inuitům. Ve svých filmech se zaměřoval především na to, co považoval za tradiční v jejich kultuře a ze svých filmů odstraňoval všechny důkazy nastupující modernity (například kovové nástroje). Pokud už se v jeho filmu takový artefakt objevil (např. gramofon), natáčený Inuit musel předstírat svůj údiv nad tímto vynálezem. Flahertyho asi nejznámějším dílem je jeho němý film Nanook of the North z roku 1922, považovaný za historicky první dlouhometrážní dokumentární film.

### Meadová, Bateson a další
Ve 30. a 40. letech došlo k dalšímu rozvoji etnografického filmu a k vytvoření jeho prvních teoretických základů. O rozvoj oboru se velkou měrou zasloužila americká antropoložka Margaret Meadová, která propagovala film jako prostředek antropologického zkoumání a věnovala se i jeho teorii. V New Yorku dodnes funguje festival etnografických filmů - Margaret Mead Film Festival.
Meadová společně s Gregory Batesonem prováděli od 30. let řadu terénních výzkumů, při kterých kromě tisíců fotografií vznikla i série etnografických filmů (například Trance and Dance in Bali z roku 1952).
Další americkou antropoložkou, která v této době vytvářela etnografické filmy byla Hortense Powdermaker.

### Velká čtyřka
Karl Heider ve své knize Ethnographic film (2006) poznamenává, že: „po Meadové a Batesonovi byla podoba vizuální antropologie vytvářena především pracemi čtveřice autorů, kteří se vizuální antropologii věnovali většinou ve druhé polovině 20. století. Jsou to: Jean Rouch, John Marshall, Robert Gardner a Tim Asch. Když se zaměříme na tuto čtveřici, můžeme dobře poznat různé podoby etnografického filmu.“

## Nejznámější představitelé vizuální antropologie a jejich filmy
- Alfred C. Haddon
  - Torres Strait Expedition, 1898

- Robert J. Flaherty
  - Nanuk, člověk primitivní (Nanook of the North), 1922
  - Moana, 1926
  - Muž z Aranu (Man of Aran), 1934

- Jean Rouch
  - Jaruar, 1954-1967
  - Les maîtres fous (The Mad Masters), 1954
  - Kronika jednoho léta (Chronique d'un été), 1961

- Lionel Rogosin
  - On the Bowery, 1957
  - Come Back, Africa, 1957

- Margaret Meadová
  - Trance and Dance in Bali (1952)

- John Marshall
  - A Kalahari Family, 1951-2000
  - The Hunters: A !Kung Bushmen Film, 1958

- Robert Gardner
  - Mrtví ptáci (1965) (Dead Birds), 1963
  - Nuerové (The Nuer), 1970
  - Rivers of Sand, 1975
  - Forest of Bliss, 1986

- Tim Asch
  - The Feast, 1969
  - Yanomamo: A Multidisciplinary Study, 1971
  - Magical Death, 1974
  - The Ax Fight, 1975
  - A Man Called "Bee": Studying the Yanomamo 1975
  - A Balinese Trance Seance, 1979

- Dennis O'Rourke
  - Cannibal Tours, 1988

## Teoretici oboru
- Jay Ruby
- Karl G. Heider